# SV Juventus
SV Juventus ist ein im Jahr 1975 gegründeter Fußballverein aus Antriòl auf der Insel Bonaire und spielt in der Saison 2015 in der Bonaire League, der höchsten Spielklasse des Fußballverbands von Bonaire. Der Verein konnte in seiner Historie 14 Meistertitel in der Bonaire League erringen, zuletzt in der Saison 2013, und ist damit der Rekordtitelträger des Verbandes.

## Erfolge
- Bonaire League[1]

Meister: 1976, 1977, 1984, 1984/85, 1987, 1989, 1992, 1994, 2004/05, 2007/08, 2009, 2010, 2012, 2013